# Emily Thornberry

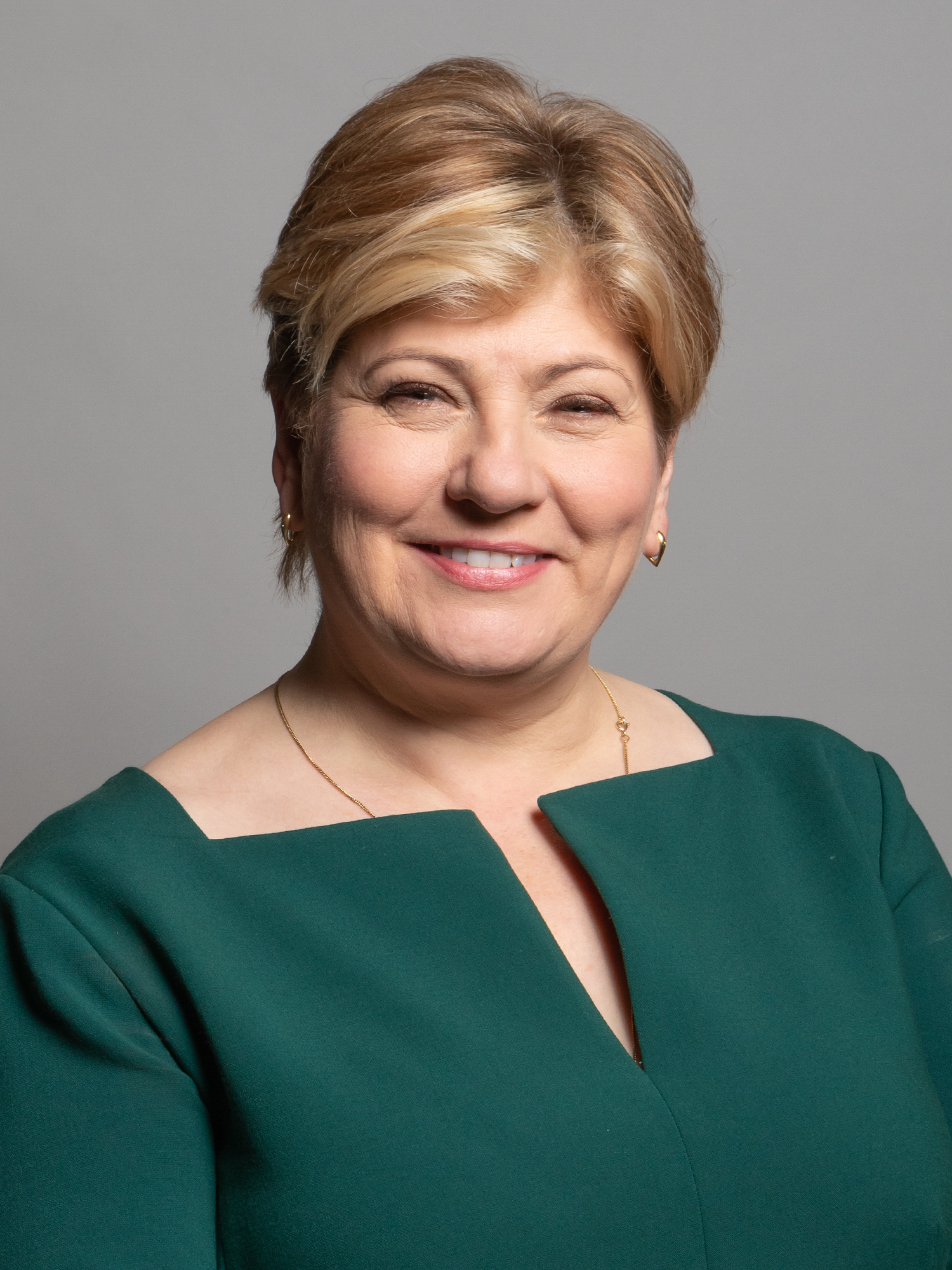
Emily Thornberry.

Emily Thornberry DBE (Guildford, 27 juli 1960) is een Brits jurist en politicus. Zij is sinds 2005 namens de Labour Party lid van het Lagerhuis voor het Londense kiesdistrict Islington South en Finsbury. 

## Biografie
Thornberry's moeder Sallie Thornberry was lerares, actief voor Labour in de plaatselijke politiek en burgemeester van Guildford. Haar vader Cedric Thornberry was universitair docent en later assistent secretaris generaal van de Verenigde Naties. Toen haar ouders in 1967 scheidden leefde zij met haar moeder en broers en zusters enkele jaren in relatieve armoede. Zij omschrijft deze ervaring als bepalend voor haar politieke overtuigingen. Ze werd op haar zeventiende lid van de Labour Party.
Zij studeerde rechten aan de Universiteit van Kent en werkte 20 jaar lang als advocaat, gespecialiseerd in mensenrechten. 

### Politieke loopbaan
In 2001 stelde ze zich kandidaat voor de Labour Party in Canterbury maar zonder succes. Bij de Lagerhuisverkiezingen van 2005 werd ze in het Londense kiesdistrict Islington South en Finsbury wel gekozen. Bij de verkiezingen van 2015, 2017, 2019 en 2024 werd ze herkozen
Zij bekleedde van 2010 tot 2014 een aantal posten in het schaduwkabinet van Labour-leider Ed Miliband. Zij was onder andere schaduw-minister voor volksgezondheid en voor justitie. In november 2014 trad ze af als schaduwminister nadat er ophef was ontstaan over een tweet waarin ze zich denigrerend leek uit te laten over kiezers.
Na het aftreden van Ed Miliband als partijleider in 2015 steunde Thornberry de kandidatuur van Jeremy Corbyn. Na zijn verkiezingsoverwinning benoemde Corbyn haar weer in het schaduwkabinet met de portefeuille werk en pensioenen. Daarna kreeg ze achtereenvolgens de portefeuilles defensie, Brexit en buitenlandse zaken. In die laatste rol debatteerde ze regelmatig met Boris Johnson toen hij minister van buitenlandse zaken was. Zij verving in het Lagerhuis Jeremy Corbyn zo nodig tijdens Prime Minister's Questions, het wekelijkse parlementaire vragenuur van de Minister-President.
In de campagne voorafgaand aan het Britse referendum over het lidmaatschap van de EU was Thornberry voor 'remain.' Zij probeerde Corbyn ervan te overtuigen om een duidelijkere positie over Brexit in te nemen.
Thornberry werd regelmatig genoemd als een mogelijke toekomstige partijleider voor Labour. Toen Jeremy Corbyn na de voor Labour slecht verlopen Lagerhuisverkiezingen van 2019 aankondigde af te zullen treden als partijleider, stelde ze zich kandidaat in de leiderschapsverkiezing. Ze werd in de tweede ronde uitgeschakeld omdat ze niet voldoende steunbetuigingen van locale afdelingen en met de Labour Party verbonden organisaties wist te verzamelen. De leiderschapsverkiezing werd gewonnen door Keir Starmer. Thornberry bleef lid van zijn schaduwkabinet maar kreeg de iets lagere post Internationale Handel. In november 2021 werd ze schaduw advocaat-generaal.
Na de door Labour gewonnen Lagerhuisverkiezingen van 2024 kreeg ze in tegenstelling tot de andere schaduwministers geen ministerspost in het Kabinet-Starmer. Thornberry is sinds september 2024 voorzitter van de vaste Lagerhuiscommissie (select committee) voor buitenlandse zaken. In januari 2025 werd ze benoemd tot Dame Commander of the Order of the British Empire (DBE).

## Externe bronnen
- Website Emily Thornberry
- Profiel Emily Thornberry op website Lagerhuis

- Library of Congress Control Number: nb2010001343
- Virtual International Authority File: 106823120
- WorldCat: E39PBJhhvBC7YWgWjJBx9CdWjC